# 江原特別自治道無形文化財
江原特別自治道無形文化財（カンウォンとくべつじちどうむけいぶんかざい）は、大韓民国の文化遺産保護制度で、市道指定文化財の一つ。上位の国家指定文化財に指定されていない無形文化財の中で保存価値が認められるものを対象として江原特別自治道が条例により指定する。

## 江原特別自治道無形文化財一覧
| 番号    | 登録名                     | 所在地 |
| ------- | -------------------------- | ------ |
| 第001号 | 旌善アリラン               | 旌善郡 |
| 第002号 | 三陟綱引き                 | 三陟市 |
| 第003号 | 江陵農楽                   | 江陵市 |
| 第004号 | 横城フェダジソリ           | 横城郡 |
| 第005号 | 江陵鶴山オドクテギ         | 江陵市 |
| 第006号 | 伝統磁器陶工               | 横城郡 |
| 第007号 | 楊口ドルサンリョンチゲノリ | 楊口郡 |
| 第008号 | 伝統弓射                   | 平昌郡 |
| 第009号 | 鉄源上路里地境タジギ       | 鉄源郡 |
| 第010号 | 江陵沙川荷坪踏橋ノリ       | 江陵市 |
| 第011号 | 漆精製の匠                 | 原州市 |
| 第012号 | 漆の匠                     | 原州市 |
| 第013号 | 螺鈿漆器の匠               | 原州市 |
| 第014号 | 方字スジョの匠             | 江陵市 |
| 第015号 | 平昌屯田坪農楽             | 平昌郡 |
| 第016号 | 刻字の匠                   | 固城郡 |
| 第017号 | 生漆の匠                   | 原州市 |
| 第018号 | 原州梅芝農楽               | 原州市 |
| 第019号 | 平昌黄柄山狩民族           | 平昌郡 |
| 第020号 | 束草道門農謡               | 束草市 |
| 第021号 | 大木の匠                   | 平昌郡 |
| 第022号 | 寧越端宗祭礼               | 寧越郡 |